# Lonatura teretis
Lonatura teretis är en insektsart som beskrevs av Beamer 1948. Lonatura teretis ingår i släktet Lonatura och familjen dvärgstritar. Inga underarter finns listade i Catalogue of Life.